# Grzegorz Roszak

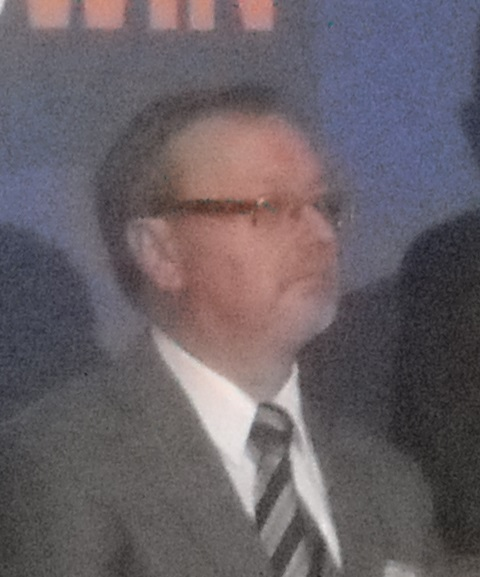
Grzegorz Roszak, 2013

Grzegorz Roszak (* 22. Dezember 1955 in Markowice) ist ein polnischer Politiker der Platforma Obywatelska (Bürgerplattform).

## Leben
Roszak studierte Geschichte an der Nikolaus-Kopernikus-Universität Thorn. Später studierte er postgraduell Verwaltung und Management im Bildungswesen (organizacja i zarządzanie oświata). Er war Lehrer sowie Direktor an einer Grundschule. Weiterhin war er Mitglied des Woiwodschaftsrates der Woiwodschaft Kujawien-Pommern. Bevor er Mitglied des polnischen Parlamentes wurde, war er Direktor des Gymnasiums „Jan Kasprowicz“ in Inowrocław (I Liceum Ogólnokształcące im. Jana Kasprowicza w Inowrocławiu).
Bei den vorgezogenen Parlamentswahlen 2007 trat Roszak im Wahlkreis 4 Bydgoszcz an und konnte mit 6.217 Stimmen einen Sitz im Sejm erringen. Er ist seit 2007 Mitglied der Bildungskommission (Komisja Edukacji, Nauki i Młodzieży) des Sejm.
Grzegorz Roszak ist verheiratet und hat zwei Kinder.